# Liste der Abgeordneten zum Österreichischen Nationalrat (XXV. Gesetzgebungsperiode)
- SPÖ: 52
- FRANK: 11
- NEOS: 9
- GRÜNE: 24
- FPÖ: 40
- ÖVP: 47

Diese Liste der Abgeordneten zum Österreichischen Nationalrat (XXV. Gesetzgebungsperiode) listet alle Abgeordneten zum Österreichischen Nationalrat in der XXV. Gesetzgebungsperiode auf. Die Gesetzgebungsperiode begann mit der konstituierenden Sitzung des Nationalrats am 29. Oktober 2013 und endete am 8. November 2017. Nach der Nationalratswahl vom 29. September 2013 entfielen von den 183 Mandaten 52 auf die Sozialdemokratische Partei Österreichs (SPÖ), 47 auf die Österreichische Volkspartei (ÖVP), 40 auf die Freiheitliche Partei Österreichs (FPÖ) und 24 auf Die Grünen – Die Grüne Alternative (GRÜNE).
Erstmals als gewählte Partei vertreten war das Team Stronach mit elf Abgeordneten, gänzlich neu waren die NEOS, die gemeinsam mit dem Liberalen Forum in einem Wahlbündnis antraten und daher bis zur Fusion mit dem LIF mit ihren neun Mandataren als Klub NEOS-LIF auftraten. Ab dem 30. Jänner 2014 waren die Abgeordneten im Klub von NEOS vereint.

## Funktionen

### Nationalratspräsidium
Nachdem die SPÖ bei der Nationalratswahl den ersten Platz verteidigen konnte, fiel ihr gemäß der parlamentarischen Tradition der Anspruch auf den Nationalratspräsidenten zu. Die SPÖ nominierte in der Folge erneut Barbara Prammer, die diese Funktion seit dem 30. Oktober 2006 innehatte. Bei der Wahl der drei Nationalratspräsidenten wurde Prammer am 29. Oktober 2013 mit 147 von 176 Stimmen bzw. 83,5 Prozent im Amt bestätigt.
Nach dem Rückzug von Fritz Neugebauer nominierte die ÖVP den bisherigen Klubobmann Karlheinz Kopf für das Amt des Zweiten Nationalratspräsidenten, wobei Kopf 141 von 172 gültigen Stimmen und damit 82,0 Prozent erhielt.
Die FPÖ nominierte Norbert Hofer für das Amt des Dritten Nationalratspräsidenten, nachdem sich der bisherige Dritte Nationalratspräsident Martin Graf nach wiederkehrender Kritik an seiner Position bereits vor der Nationalratswahl zurückgezogen hatte. Hofer wurde mit 118 von 147 gültigen Stimmen bzw. 80,3 Prozent gewählt.
Nach Prammers Tod wurde am 2. September 2014 Doris Bures, ebenfalls von der SPÖ, mit 117 von 150 Stimmen (78,0 Prozent) zur neuen Nationalratspräsidentin gewählt.

### Parlamentarische Klubs
Abgesehen von folgenden Ausnahmen schlossen sich die im Rahmen einer Wahlpartei gewählten Abgeordneten jeweils zu einem entsprechenden Klub zusammen.
- Monika Lindner, welche für das Team Stronach kandidiert hatte, trat nicht dem Klub bei und war für wenige Tage als „wilde Abgeordnete“ tätig, bevor sie am 30. November 2013 aus dem Nationalrat ausschied.[5]
- Am 3. Juni 2015 wurde der Wechsel der beiden Abgeordneten des Team Stronach, Georg Vetter und Marcus Franz, in den Parlamentsklub der ÖVP bekanntgegeben.[6]
- Am 17. Juni 2015 wurden nach einer Abspaltung der Salzburger FPÖ die beiden Abgeordneten Gerhard Schmid und Rupert Doppler aus dem FPÖ-Nationalratsklub ausgeschlossen, weil sie sich der Freien Partei Salzburg von Karl Schnell angeschlossen und damit von der FPÖ-Bundespartei abgewandt hatten.[7]
- Am 1. August 2015 wurde bekannt gegeben, dass Kathrin Nachbaur und Rouven Ertlschweiger vom Team Stronach in den Parlamentsklub der ÖVP wechseln, jedoch bleiben beide parteiunabhängig.[8]
- Jessi Lintl, ebenfalls vom Team Stronach, trat am 11. August 2015 aus dem Parlamentsklub des Team Stronach aus, ohne einem anderen Klub beizutreten und wurde damit „wilde Abgeordnete“. Nach vier Monaten trat sie am 23. Dezember 2015 als Abgeordnete dem FPÖ-Parlamentsklub bei.[9]
- Nach einem antisemitischen Facebook-Posting wurde Susanne Winter am 2. November 2015 aus der FPÖ und damit auch aus dem FPÖ-Parlamentsklub ausgeschlossen. Seitdem war sie „wilde Abgeordnete“.[10]
- Infolge einer Aussage, die Angela Merkel und ihre Flüchtlingspolitik auf einer stark persönlichen Ebene angriff und die zu auch parteiinterner Kritik führte, trat Marcus Franz am 1. März 2016 aus dem ÖVP-Klub, zu dem er erst etwas mehr als ein halbes Jahr zuvor gewechselt war, aus und wurde parteiloser Abgeordneter.[11]
- Mit 30. März 2017 wechselte der bisherige NEOS Mandatar Christoph Vavrik zur ÖVP[12].
- Am 17. Juli 2017 verließ Peter Pilz den grünen Klub.[13] Er gründete eine Liste, in die am 28. Juli Daniela Holzinger-Vogtenhuber (vormals SPÖ), Wolfgang Zinggl und Bruno Rossmann eintraten (beide vormals Grüne).[14]
- Am 7. August 2017 gab Barbara Rosenkranz bekannt, für die Freie Liste Österreich anzutreten, woraufhin sie aus dem FPÖ-Klub ausgeschlossen wurde.[15]
- Durch den Austritt von Martina Schenk und Robert Lugar verlor das Team Stronach den Klubstatus, wodurch ab diesem Zeitpunkt 15 Abgeordnete fraktionslos waren.[16]
- Am 11. August 2017 trat Robert Lugar in den FPÖ-Klub ein.[17]

#### Klubobleute
Nach den Verlusten der SPÖ-ÖVP-Regierung bei der Nationalratswahl tauschten beide Koalitionspartner ihre Klubführung aus. Nach zwölf Jahren musste Josef Cap als SPÖ-Klubobmann auf Wunsch von Parteichef Werner Faymann zurücktreten, woraufhin der bisherige Finanzstaatssekretär Andreas Schieder von 87,8 Prozent der SPÖ-Abgeordneten zum neuen Klubobmann gewählt wurde. Cap übernahm in der Folge die Funktion des Vize-Klubobmanns. Auch in der ÖVP wurde der bisherige Klubobmann abgelöst, jedoch wurde Karlheinz Kopf für das Amt des Zweiten Nationalratspräsidenten nominiert. Als neuer Klubobmann folgte ihm zunächst Parteiobmann Michael Spindelegger nach, der mit 93,2 Prozent zum interimistischen Klubchef gewählt wurde. Nach der Regierungsbildung folgte diesem wiederum Reinhold Lopatka als Klubobmann der ÖVP nach.
Im Gegensatz zu den bisherigen Regierungsparteien wurden die Klubobleute der FPÖ und der Grünen im Amt bestätigt. Dabei war der seit 2006 amtierende FPÖ-Klubobmann Heinz-Christian Strache der längstdienende Klubobmann im Nationalrat. Eva Glawischnig-Piesczek, Klubobfrau der Grünen, hatte die Funktion seit 2008 inne. Nach ihrem Ausscheiden aus dem Nationalrat am 18. Mai 2017 wählte der Grüne Parlamentsklub Albert Steinhauser zu ihrem Nachfolger als Klubobmann. Auch Werner Kogler wurde als Klubobfrau-Stellvertreter der Grünen bestätigt.
Beim Team Stronach war der bisherige Klubobmann Robert Lugar bereits im Vorfeld für eine Wiederwahl ausgeschieden. In der Folge wurde auf Wunsch von Parteigründer Frank Stronach zunächst Kathrin Nachbaur zur Klubchefin gekürt, diese bestellte jedoch in der Folge die ehemalige FPÖ-Mandatarin Waltraud Dietrich „zumindest für eine gewisse Zeit“ zur geschäftsführenden Klubobfrau. Nachdem Dietrich ab 6. Februar gewählte Klubobfrau des Team Stronach wurde, wurde sie ihrerseits am 3. August 2015 von Robert Lugar, der bereits in der vorangegangenen Legislaturperiode Klubobmann des Team Stronach gewesen war, in dieser Funktion abgelöst. Den erstmals im Parlament vertretenen NEOS stand Parteichef Matthias Strolz auch als Klubobmann vor. Sein Stellvertreter war Nikolaus Scherak beziehungsweise bis zu ihrem Ausscheiden aus dem Nationalrat Angelika Mlinar.

### Abgeordnete
| Name                          | Bild | Geb  | Gst  | Wahlpartei | Wahlpartei | Mandat                                  | Anmerkung |
| ----------------------------- | ---- | ---- | ---- | ---------- | ---------- | --------------------------------------- | --- |
| Alm Nikolaus                  |      | 1975 |      |            | NEOS       | 9 – Wien                                | bis April 2017, Nachfolger Karin Doppelbauer |
| Amon Werner                   |      | 1969 |      |            | ÖVP        | 6 – Steiermark                          | |
| Angerer Erwin                 |      | 1964 |      |            | FPÖ        | 2 – Kärnten                             | seit 2. Juli 2014, Nachfolger von Harald Vilimsky |
| Antoni Konrad                 |      | 1964 |      |            | SPÖ        | 3B – Waldviertel                        | |
| Aslan Aygül Berîvan           |      | 1981 |      |            | GRÜNE      | 7 – Tirol                               | |
| Aubauer Gertrude              |      | 1951 |      |            | ÖVP        | Bundeswahlvorschlag                     | |
| Auer Jakob                    |      | 1948 |      |            | ÖVP        | 4 – Oberösterreich                      | |
| Bacher Walter                 |      | 1962 |      |            | SPÖ        | 5C – Lungau/Pinzgau/Pongau              | |
| Bayr Petra                    |      | 1968 |      |            | SPÖ        | 9D – Wien Süd                           | |
| Becher Ruth                   |      | 1956 |      |            | SPÖ        | 9G – Wien Nord                          | |
| Belakowitsch-Jenewein Dagmar  |      | 1968 |      |            | FPÖ        | 9 – Wien                                | |
| Berlakovich Nikolaus          |      | 1961 |      |            | ÖVP        | 1 – Burgenland                          | |
| Bernhard Michael              |      | 1981 |      |            | NEOS       | 9 – Wien                                | |
| Bösch Reinhard Eugen          |      | 1957 |      |            | FPÖ        | Bundeswahlvorschlag                     | |
| Brosz Dieter                  |      | 1968 |      |            | GRÜNE      | 3 – Niederösterreich                    | |
| Brückl Hermann                |      | 1968 |      |            | FPÖ        | 4B – Innviertel                         | seit 28. Oktober 2015, Nachfolger von Elmar Podgorschek |
| Brunner Christiane            |      | 1976 |      |            | GRÜNE      | Bundeswahlvorschlag                     | |
| Buchmayr Harry                |      | 1957 |      |            | SPÖ        | 4B – Innviertel                         | |
| Bures Doris                   |      | 1962 |      |            | SPÖ        | 9E – Wien Süd-West                      | bis 16. Dezember 2013; seit 2. September 2014 (seither Nationalratspräsidentin) |
| Cap Josef                     |      | 1952 |      |            | SPÖ        | Bundeswahlvorschlag                     | |
| Darabos Norbert               |      | 1964 |      |            | SPÖ        | 1B – Burgenland Süd                     | bis 8. Juli 2015, Nachfolger Jürgen Schabhüttl |
| Darmann Gernot                |      | 1975 |      |            | FPÖ        | 2 – Kärnten, Bundeswahlvorschlag        | am 2. Juli 2014, Wechsel des Landeslistenmandates zum Bundeslistenmandat durch Rücktritt von Harald Vilimsky auf der Bundeswahlliste bis 22. Juni 2016, Nachfolger David Lasar                                        |
| Deimek Gerhard                |      | 1963 |      |            | FPÖ        | 4D – Traunviertel                       | |
| Diesner-Wais Martina          |      | 1968 |      |            | ÖVP        | 3B – Waldviertel                        | |
| Dietrich Waltraud             |      | 1959 |      |            | STRONACH   | 6 – Steiermark                          | bis 5. Februar 2015 Geschäftsführende Klubobfrau, von 6. Februar bis 3. August 2015 Klubobfrau, seit 9. August 2017 ohne Klubzugehörigkeit (Verlust des Klubstatus)                                                   |
| Doppelbauer Karin             |      | 1975 |      |            | NEOS       | Bundeswahlvorschlag                     | ab April 2017, Nachfolgerin von Niko Alm |
| Doppler Rupert                |      | 1958 |      |            | FPÖ        | 5 – Salzburg                            | seit 17. Juni 2015 ohne Klubzugehörigkeit (Ausschluss aus dem FPÖ-Klub nach Parteiwechsel zur FPS) |
| Durchschlag Claudia           |      | 1958 |      |            | ÖVP        | 4A – Linz und Umgebung                  | |
| Ecker Cornelia                |      | 1976 |      |            | SPÖ        | 5 – Salzburg                            | |
| Ehmann Michael                |      | 1975 |      |            | SPÖ        | 6A – Graz und Umgebung                  | 17. Dezember 2013 bis 18. Mai 2016, Nachfolger und Vorgänger von Gerald Klug |
| El Habbassi Asdin             |      | 1986 |      |            | ÖVP        | Bundeswahlvorschlag                     | |
| Ertlschweiger Rouven          |      | 1976 |      |            | STRONACH   | Bundeswahlvorschlag                     | seit 31. Jänner 2014, Nachfolger von Frank Stronach, am 1. August 2015 in den ÖVP-Klub übergetreten |
| Eßl Franz Leonhard            |      | 1957 |      |            | ÖVP        | 5C – Lungau/Pinzgau/Pongau              | |
| Faymann Werner                |      | 1960 |      |            | SPÖ        | Bundeswahlvorschlag                     | bis 16. Dezember 2013, Nachfolgerin Elisabeth Hakel |
| Fazekas Hannes                |      | 1963 |      |            | SPÖ        | 3 – Niederösterreich                    | 15. September 2015 bis 18. Mai 2016, Nachfolger von Hubert Kuzdas, Nachfolgerin Gabriele Heinisch-Hosek |
| Feichtinger Klaus Uwe         |      | 1970 |      |            | SPÖ        | 6B – Oststeiermark                      | 17. Dezember 2013 bis 18. Mai 2016 und seit 1. Juli 2016, Nachfolger und Vorgänger jeweils von Sonja Steßl |
| Fekter Maria Theresia         |      | 1956 |      |            | ÖVP        | 4C – Hausruckviertel                    | |
| Fichtinger Angela             |      | 1956 |      |            | ÖVP        | 3B – Waldviertel                        | |
| Franz Marcus                  |      | 1963 |      |            | STRONACH   | Bundeswahlvorschlag                     | am 3. Juni 2015 in den ÖVP-Klub übergetreten, am 1. März 2016 aus diesem wieder ausgetreten |
| Fuchs Hubert                  |      | 1969 |      |            | FPÖ        | 9G – Wien Nord, Bundeswahlvorschlag     | am 24. Juni 2016, Wechsel des Regionalwahllkreismandates zum Bundeslistenmandat durch Rücktritt von Gernot Darmann auf der Bundeswahlliste                                                                            |
| Gahr Hermann                  |      | 1960 |      |            | ÖVP        | 7B – Innsbruck-Land                     | |
| Gamon Claudia                 |      | 1988 |      |            | NEOS       | Bundeswahlvorschlag, 9 – Wien           | seit 12. Oktober 2015, Nachfolgerin von Beate Meinl-Reisinger |
| Gerstl Wolfgang               |      | 1961 |      |            | ÖVP        | Bundeswahlvorschlag                     | |
| Gessl-Ranftl Andrea           |      | 1964 |      |            | SPÖ        | 6D – Obersteiermark                     | |
| Glawischnig-Piesczek Eva      |      | 1969 |      |            | GRÜNE      | 9 – Wien                                | Klubobfrau; bis 23. Mai 2017, Nachfolgerin Barbara Neuroth |
| Greiner Karin                 |      | 1967 |      |            | SPÖ        | Bundeswahlvorschlag                     | seit 17. Dezember 2013 |
| Grillitsch Fritz              |      | 1959 |      |            | ÖVP        | 6D – Obersteiermark                     | |
| Groiß Werner                  |      | 1967 |      |            | ÖVP        | 3 – Niederösterreich                    | |
| Grossmann Elisabeth           |      | 1968 |      |            | SPÖ        | 6 – Steiermark                          | |
| Gusenbauer-Jäger Marianne     |      | 1956 |      |            | SPÖ        | 4E – Mühlviertel                        | |
| Hable Rainer                  |      | 1972 |      |            | NEOS       | 4 – Oberösterreich                      | |
| Hackl Heinz-Peter             |      | 1954 |      |            | FPÖ        | 4C – Hausruckviertel                    | bis 28. Juni 2016, Nachfolger Wolfgang Klinger |
| Hafenecker Christian          |      | 1980 |      |            | FPÖ        | 3D – Niederösterreich Mitte             | |
| Hagen Christoph               |      | 1968 |      |            | STRONACH   | Bundeswahlvorschlag                     | seit 9. August 2017 ohne Klubzugehörigkeit (Verlust des Klubstatus) |
| Haider Roman                  |      | 1967 |      |            | FPÖ        | 4 – Oberösterreich                      | |
| Hakel Elisabeth               |      | 1977 |      |            | SPÖ        | Bundeswahlvorschlag                     | seit 17. Dezember 2013, Nachfolgerin von Werner Faymann |
| Hammer Michael                |      | 1977 |      |            | ÖVP        | 4 – Oberösterreich, 4E – Mühlviertel    | am 17. Dezember 2013, Wechsel des Landeskreismandates zum Regionalkreismandat durch Mandatsverzicht von Mitterlehner Reinhold                                                                                         |
| Hanger Andreas                |      | 1968 |      |            | ÖVP        | 3C – Mostviertel                        | |
| Haubner Peter                 |      | 1960 |      |            | ÖVP        | 5B – Flachgau/Tennengau                 | |
| Hauser Gerald                 |      | 1961 |      |            | FPÖ        | 7 – Tirol                               | |
| Hechtl Johann                 |      | 1957 |      |            | SPÖ        | 3 – Niederösterreich                    | |
| Heinisch-Hosek Gabriele       |      | 1961 |      |            | SPÖ        | 3 – Niederösterreich                    | bis 16. Dezember 2013, wieder ab 19. Mai 2016, Nachfolgerin von Hannes Fazekas |
| Heinzl Anton                  |      | 1953 |      |            | SPÖ        | 3D – Niederösterreich Mitte             | |
| Hell Johann                   |      | 1955 |      |            | SPÖ        | 3 – Niederösterreich                    | |
| Himmelbauer Eva-Maria         |      | 1986 |      |            | ÖVP        | 3A – Weinviertel                        | |
| Höbart Christian              |      | 1975 |      |            | FPÖ        | 3 – Niederösterreich                    | |
| Hofer Norbert                 |      | 1971 |      |            | FPÖ        | 1 – Burgenland                          | 3. Nationalratspräsident |
| Höfinger Johann               |      | 1969 |      |            | ÖVP        | 3D – Niederösterreich Mitte             | |
| Hofinger Manfred              |      | 1970 |      |            | ÖVP        | 4 – Oberösterreich                      | seit 17. Dezember 2013, Nachfolger von Michael Hammer am Landeswahlkreismandat |
| Holzinger-Vogtenhuber Daniela |      | 1987 |      |            | SPÖ        | 4C – Hausruckviertel                    | seit 28. Juli 2017 ohne Klubzugehörigkeit (Wechsel zu Liste Peter Pilz) |
| Huainigg Franz-Joseph         |      | 1966 |      |            | ÖVP        | Bundeswahlvorschlag                     | seit 17. Dezember 2013, Nachfolger von Michael Spindelegger |
| Hübner Johannes               |      | 1956 | 2025 |            | FPÖ        | 9E – Wien Süd-West                      | |
| Hundstorfer Rudolf            |      | 1951 | 2019 |            | SPÖ        | 9 – Wien                                | bis 16. Dezember 2013, Nachfolger Kai Jan Krainer |
| Jank Brigitte                 |      | 1951 |      |            | ÖVP        | 9 – Wien                                | |
| Jannach Harald                |      | 1972 |      |            | FPÖ        | Bundeswahlvorschlag                     | |
| Jarmer Helene                 |      | 1971 |      |            | GRÜNE      | Bundeswahlvorschlag                     | |
| Jarolim Johannes              |      | 1954 |      |            | SPÖ        | 9C – Wien Innen-Ost                     | |
| Karl Beatrix                  |      | 1967 |      |            | ÖVP        | 6 – Steiermark                          | |
| Karlsböck Andreas             |      | 1960 | 2019 |            | FPÖ        | 9D – Wien Süd                           | |
| Kassegger Axel                |      | 1966 |      |            | FPÖ        | 6 – Steiermark                          | |
| Katzian Wolfgang              |      | 1956 |      |            | SPÖ        | Bundeswahlvorschlag                     | |
| Keck Dietmar                  |      | 1957 |      |            | SPÖ        | 4A – Linz und Umgebung                  | |
| Kickl Herbert                 |      | 1968 |      |            | FPÖ        | Bundeswahlvorschlag                     | |
| Kirchgatterer Franz           |      | 1953 | 2017 |            | SPÖ        | 4C – Hausruckviertel                    | |
| Kitzmüller Anneliese          |      | 1959 |      |            | FPÖ        | 4E – Mühlviertel                        | |
| Klinger Wolfgang              |      | 1959 |      |            | FPÖ        | 4C – Hausruckviertel                    | seit 29. Juni 2016, Nachfolger von Heinz-Peter Hackl |
| Klug Gerald                   |      | 1968 |      |            | SPÖ        | 6A – Graz und Umgebung                  | bis 16. Dezember 2013, wieder ab 19. Mai 2016, Nachfolger und Vorgänger Michael Ehmann |
| Knes Wolfgang                 |      | 1964 |      |            | SPÖ        | 2D – Kärnten Ost                        | |
| Köchl Matthias                |      | 1977 |      |            | GRÜNE      | 2 – Kärnten                             | |
| Kogler Werner                 |      | 1961 |      |            | GRÜNE      | 6 – Steiermark                          | |
| Königsberger-Ludwig Ulrike    |      | 1965 |      |            | SPÖ        | 3C – Mostviertel                        | |
| Kopf Karlheinz                |      | 1957 |      |            | ÖVP        | 8 – Vorarlberg                          | 2. Nationalratspräsident |
| Korun Alev                    |      | 1969 |      |            | GRÜNE      | 9 – Wien                                | |
| Krainer Kai Jan               |      | 1968 |      |            | SPÖ        | 9 – Wien                                | seit 17. Dezember 2013, Nachfolger von Rudolf Hundstorfer |
| Krist Hermann                 |      | 1959 |      |            | SPÖ        | 4A – Linz und Umgebung                  | |
| Kucharowits Katharina         |      | 1983 |      |            | SPÖ        | Bundeswahlvorschlag                     | |
| Kucher Philip                 |      | 1981 |      |            | SPÖ        | 2A – Klagenfurt                         | |
| Kumpitsch Günther             |      | 1960 |      |            | FPÖ        | 6A – Graz und Umgebung                  | seit 16. Juni 2015, Nachfolger von Mario Kunasek |
| Kunasek Mario                 |      | 1976 |      |            | FPÖ        | 6A – Graz und Umgebung                  | bis 15. Juni 2015, Nachfolger Günther Kumpitsch |
| Kuntzl Andrea                 |      | 1958 |      |            | SPÖ        | 9 – Wien                                | |
| Kurz Sebastian                |      | 1986 |      |            | ÖVP        | 9E – Wien Süd-West                      | bis 16. Dezember 2013, Nachfolger Erwin Rasinger |
| Kuzdas Hubert                 |      | 1961 |      |            | SPÖ        | 3 – Niederösterreich                    | von 17. Dezember 2013 bis 31. August 2015, Nachfolger Hannes Fazekas |
| Lasar David                   |      | 1952 |      |            | FPÖ        | 9G – Wien Nord                          | seit 24. Juni 2016, Nachfolger von Gernot Darmann |
| Lausch Christian              |      | 1969 |      |            | FPÖ        | 3 – Niederösterreich                    | |
| Lettenbichler Josef           |      | 1970 |      |            | ÖVP        | 7C – Unterland                          | |
| Lichtenecker Ruperta          |      | 1965 |      |            | GRÜNE      | 4 – Oberösterreich                      | |
| Lindner Monika                |      | 1944 |      |            | STRONACH   | Bundeswahlvorschlag                     | bis 30. November 2013; trat dem STRONACH-Klub nicht bei |
| Lintl Jessi                   |      | 1956 |      |            | STRONACH   | 9 – Wien                                | bis 11. August 2015 Abgeordnete des Team Stronach, danach bis 23. Dezember 2015 fraktionslos; seit 23. Dezember 2015 Mitglied des FPÖ-Parlamentsklubs                                                                 |
| Lipitsch Hermann              |      | 1960 |      |            | SPÖ        | 2B – Villach                            | |
| Loacker Gerald                |      | 1973 |      |            | NEOS       | 8 – Vorarlberg                          | |
| Lopatka Reinhold              |      | 1960 |      |            | ÖVP        | 6B – Oststeiermark                      | Klubobmann |
| Lueger Angela                 |      | 1965 |      |            | SPÖ        | 9G – Wien Nord                          | |
| Lugar Robert                  |      | 1970 |      |            | STRONACH   | 3 – Niederösterreich                    | von 4. August 2015 bis 9. August 2017 Klubobmann, am 9. August 2017 aus dem Klub des Team Stronach ausgetreten, seit 11. August 2017 Mitglied im FPÖ-Klub                                                             |
| Matznetter Christoph          |      | 1959 |      |            | SPÖ        | Bundeswahlvorschlag                     | seit 26. März 2014, Nachfolger von Laura Rudas |
| Maurer Sigrid                 |      | 1985 |      |            | GRÜNE      | Bundeswahlvorschlag                     | |
| Mayer Elmar                   |      | 1953 |      |            | SPÖ        | 8 – Vorarlberg                          | |
| Meinl-Reisinger Beate         |      | 1978 |      |            | NEOS       | Bundeswahlvorschlag                     | bis 9. Oktober 2015, Nachfolgerin Claudia Gamon |
| Mikl-Leitner Johanna          |      | 1964 |      |            | ÖVP        | 3 – Niederösterreich                    | bis 16. Dezember 2013, Nachfolger Friedrich Ofenauer |
| Mitterlehner Reinhold         |      | 1955 |      |            | ÖVP        | 4E – Mühlviertel                        | bis 16. Dezember 2013, Nachfolger Michael Hammer am Regionalwahlkreismandat |
| Mlinar Angelika Rosa          |      | 1970 |      |            | NEOS       | Bundeswahlvorschlag                     | bis 30. Juni 2014, Nachfolger Sepp Schellhorn |
| Mölzer Wendelin               |      | 1980 |      |            | FPÖ        | 2 – Kärnten                             | |
| Moser Gabriela                |      | 1954 | 2019 |            | GRÜNE      | 4A – Linz und Umgebung                  | |
| Muchitsch Josef               |      | 1967 |      |            | SPÖ        | 6C – Weststeiermark                     | |
| Mückstein Eva                 |      | 1958 |      |            | GRÜNE      | 3 – Niederösterreich                    | |
| Mühlberghuber Edith           |      | 1964 |      |            | FPÖ        | 3C – Mostviertel                        | |
| Musiol Daniela                |      | 1970 |      |            | GRÜNE      | 9 – Wien                                | bis 27. April 2016, Nachfolger Karl Öllinger |
| Muttonen Christine            |      | 1954 |      |            | SPÖ        | 2 – Kärnten                             | |
| Nachbaur Kathrin              |      | 1979 |      |            | STRONACH   | Bundeswahlvorschlag                     | bis 5. Februar 2015 Klubobfrau, am 1. August 2015 in den ÖVP-Klub übergetreten |
| Neubauer Werner               |      | 1956 |      |            | FPÖ        | Bundeswahlvorschlag                     | |
| Neuroth Barbara               |      | 1957 |      |            | GRÜNE      | 9 – Wien                                | seit 29. Mai 2017, Nachfolgerin von Eva Glawischnig |
| Oberhauser Sabine             |      | 1963 | 2017 |            | SPÖ        | Bundeswahlvorschlag, 9E – Wien Süd-West | am 18. März 2014, Wechsel des Bundeslistenmandates zum Regionalkreismandat durch Rücktritt von Laura Rudas bis zum 2. September 2014; Bundesministerin für Gesundheit und Frauen bis zu ihrem Tod am 23. Februar 2017 |
| Obernosterer Gabriel          |      | 1955 |      |            | ÖVP        | 2 – Kärnten                             | |
| Ofenauer Friedrich            |      | 1973 |      |            | ÖVP        | 3 – Niederösterreich                    | seit 17. Dezember 2013, Nachfolger von Johanna Mikl-Leitner |
| Öllinger Karl                 |      | 1951 |      |            | GRÜNE      | 9 – Wien                                | seit 28. April 2016, Nachfolger von Daniela Musiol |
| Ottenschläger Andreas         |      | 1975 |      |            | ÖVP        | 9 – Wien                                | |
| Pendl Otto                    |      | 1951 | 2021 |            | SPÖ        | 3G – Niederösterreich Süd-Ost           | |
| Pfurtscheller Elisabeth       |      | 1964 |      |            | ÖVP        | 7D – Oberland                           | |
| Pilz Peter                    |      | 1954 |      |            | GRÜNE      | Bundeswahlvorschlag                     | seit 17. Juli 2017 ohne Klubzugehörigkeit, gründete Liste Pilz |
| Pirklhuber Wolfgang           |      | 1961 |      |            | GRÜNE      | 4 – Oberösterreich                      | |
| Plessl Rudolf                 |      | 1967 |      |            | SPÖ        | 3A – Weinviertel                        | |
| Podgorschek Elmar             |      | 1958 |      |            | FPÖ        | 4B – Innviertel                         | bis 22. Oktober 2015, Nachfolger Hermann Brückl |
| Prammer Barbara               |      | 1954 | 2014 |            | SPÖ        | 4 – Oberösterreich                      | bis zu ihrem Tod am 2. August 2014, Nachfolger Walter Schopf; bis zu ihrem Tod auch Nationalratspräsidentin |
| Preiner Erwin                 |      | 1962 |      |            | SPÖ        | 1A – Burgenland Nord                    | |
| Prinz Nikolaus                |      | 1962 |      |            | ÖVP        | 4E – Mühlviertel                        | |
| Rädler Johann                 |      | 1952 |      |            | ÖVP        | 3E – Niederösterreich Süd               | |
| Rasinger Erwin                |      | 1952 |      |            | ÖVP        | 9E – Wien Süd-West                      | seit 17. Dezember 2013, Nachfolger von Sebastian Kurz |
| Rauch Johannes                |      | 1971 |      |            | ÖVP        | Bundeswahlvorschlag                     | |
| Rauch Walter                  |      | 1978 |      |            | FPÖ        | 6B – Oststeiermark                      | |
| Riemer Josef A.               |      | 1950 |      |            | FPÖ        | 6C – Weststeiermark                     | |
| Rosenkranz Barbara            |      | 1958 |      |            | FPÖ        | 3A – Weinviertel                        | seit 7. August 2017 ohne Klubzugehörigkeit (Ausschluss aus dem FPÖ-Klub nach Wechsel zu Freien Liste Österreich) |
| Rosenkranz Walter             |      | 1962 |      |            | FPÖ        | 3 – Niederösterreich                    | |
| Rossmann Bruno                |      | 1952 |      |            | GRÜNE      | Bundeswahlvorschlag                     | seit 28. Juli 2017 ohne Klubzugehörigkeit (Wechsel zu Liste Peter Pilz) |
| Rudas Laura                   |      | 1981 |      |            | SPÖ        | Bundeswahlvorschlag, 9E – Wien Süd-West | am 17. Dezember 2017, Wechsel des Bundeslistenmandates zum Regionalkreismandat durch Mandatsverzicht von Doris Bures bis 17. März 2014, Nachfolger Christoph Matznetter                                               |
| Schabhüttl Jürgen             |      | 1971 |      |            | SPÖ        | 1B – Burgenland Süd                     | seit 15. Juli 2015, Nachfolger von Norbert Darabos |
| Schatz Birgit                 |      | 1969 |      |            | GRÜNE      | 5 – Salzburg                            | |
| Schellenbacher Thomas         |      | 1964 |      |            | FPÖ        | 9 – Wien                                | |
| Schellhorn Sepp               |      | 1967 |      |            | NEOS       | Bundeswahlvorschlag                     | seit 1. Juli 2014, Nachfolger von Angelika Mlinar |
| Schenk Martina                |      | 1972 |      |            | STRONACH   | 6 – Steiermark                          | seit 9. August 2017 ohne Klubzugehörigkeit (Wechsel zur FPS) |
| Scherak Nikolaus              |      | 1986 |      |            | NEOS       | 3 – Niederösterreich                    | |
| Schieder Andreas              |      | 1969 |      |            | SPÖ        | 9 – Wien                                | Klubobmann |
| Schimanek Carmen              |      | 1965 |      |            | FPÖ        | Bundeswahlvorschlag                     | |
| Schittenhelm Dorothea         |      | 1954 |      |            | ÖVP        | Bundeswahlvorschlag                     | |
| Schmid Gerhard                |      | 1948 |      |            | FPÖ        | 5 – Salzburg                            | seit 17. Juni 2015 ohne Klubzugehörigkeit (Ausschluss aus dem FPÖ-Klub nach Parteiwechsel zur FPS) |
| Schmid Julian                 |      | 1989 |      |            | GRÜNE      | Bundeswahlvorschlag                     | |
| Schmuckenschlager Johannes    |      | 1978 |      |            | ÖVP        | 3F – Wien-Umgebung                      | |
| Schönegger Bernd              |      | 1977 |      |            | ÖVP        | 6A – Graz und Umgebung                  | |
| Schopf Walter                 |      | 1956 |      |            | SPÖ        | 4 – Oberösterreich                      | seit 2. September 2014, Nachfolger von Barbara Prammer |
| Schrangl Philipp              |      | 1985 |      |            | FPÖ        | 4A – Linz und Umgebung                  | |
| Schultes Hermann              |      | 1953 |      |            | ÖVP        | 3A – Weinviertel                        | |
| Schwentner Judith             |      | 1968 |      |            | GRÜNE      | 6A – Graz und Umgebung                  | |
| Sieber Norbert                |      | 1969 |      |            | ÖVP        | 8A – Vorarlberg Nord                    | |
| Singer Johann                 |      | 1958 |      |            | ÖVP        | 4D – Traunviertel                       | |
| Spindelberger Erwin           |      | 1956 |      |            | SPÖ        | 6D – Obersteiermark                     | |
| Spindelegger Michael          |      | 1959 |      |            | ÖVP        | Bundeswahlvorschlag                     | bis 16. Dezember 2013, Nachfolger Franz-Joseph Huainigg |
| Stefan Harald                 |      | 1965 |      |            | FPÖ        | Bundeswahlvorschlag                     | |
| Steger Petra                  |      | 1987 |      |            | FPÖ        | 9 – Wien                                | |
| Steinacker Michaela           |      | 1962 |      |            | ÖVP        | Bundeswahlvorschlag                     | |
| Steinbichler Leopold          |      | 1959 |      |            | STRONACH   | 4 – Oberösterreich                      | seit 9. August 2017 ohne Klubzugehörigkeit (Verlust des Klubstatus) |
| Steinhauser Albert            |      | 1971 |      |            | GRÜNE      | 9 – Wien                                | ab 24. Mai 2017 Klubobmann der Grünen |
| Steßl Sonja                   |      | 1981 |      |            | SPÖ        | 6B – Oststeiermark                      | bis 16. Dezember 2013 sowie von 19. Mai bis 30. Juni 2016, Nachfolger und Vorgänger jeweils Klaus Uwe Feichtinger |
| Strache Heinz-Christian       |      | 1969 |      |            | FPÖ        | Bundeswahlvorschlag                     | Klubobmann |
| Strasser Georg                |      | 1971 |      |            | ÖVP        | 3C – Mostviertel                        | |
| Strolz Matthias               |      | 1973 |      |            | NEOS       | Bundeswahlvorschlag                     | Klubobmann |
| Stronach Frank                |      | 1932 |      |            | STRONACH   | Bundeswahlvorschlag                     | bis 30. Jänner 2014, Nachfolger Rouven Ertlschweiger |
| Tamandl Gabriele              |      | 1966 |      |            | ÖVP        | 9 – Wien                                | |
| Themessl Bernhard             |      | 1951 |      |            | FPÖ        | 8 – Vorarlberg                          | |
| Töchterle Karlheinz           |      | 1949 |      |            | ÖVP        | 7 – Tirol                               | |
| Troch Harald                  |      | 1959 |      |            | SPÖ        | 9D – Wien Süd                           | |
| Unterrainer Maximilian        |      | 1964 |      |            | SPÖ        | 7 – Tirol                               | |
| Vavrik Christoph              |      | 1961 |      |            | NEOS       | 6 – Steiermark                          | am 30. März 2017 in den ÖVP-Klub übergetreten |
| Vetter Georg                  |      | 1962 |      |            | STRONACH   | Bundeswahlvorschlag                     | am 3. Juni 2015 in den ÖVP-Klub übergetreten |
| Vilimsky Harald               |      | 1966 |      |            | FPÖ        | Bundeswahlvorschlag                     | bis 30. Juni 2014, Nachfolger Erwin Angerer |
| Vogl Markus                   |      | 1970 |      |            | SPÖ        | 4D – Traunviertel                       | |
| Walser Harald                 |      | 1953 |      |            | GRÜNE      | 8 – Vorarlberg                          | |
| Weigerstorfer Ulla            |      | 1967 |      |            | STRONACH   | Bundeswahlvorschlag                     | seit 2. Dezember 2013, Nachfolgerin von Monika Lindner, seit 9. August 2017 ohne Klubzugehörigkeit (Verlust des Klubstatus)                                                                                           |
| Weninger Hannes               |      | 1961 |      |            | SPÖ        | 3F – Wien-Umgebung                      | |
| Willi Georg                   |      | 1959 |      |            | GRÜNE      | 7 – Tirol                               | |
| Wimmer Rainer                 |      | 1955 | 2025 |            | SPÖ        | Bundeswahlvorschlag                     | |
| Windbüchler-Souschill Tanja   |      | 1976 |      |            | GRÜNE      | 3 – Niederösterreich                    | |
| Winter Susanne                |      | 1957 |      |            | FPÖ        | 6 – Steiermark                          | seit 2. November 2015 ohne Klubzugehörigkeit (Parteiausschluss) |
| Winzig Angelika               |      | 1963 |      |            | ÖVP        | Bundeswahlvorschlag                     | |
| Wittmann Peter                |      | 1957 |      |            | SPÖ        | 3E – Niederösterreich Süd               | |
| Wöginger August               |      | 1974 |      |            | ÖVP        | 4B – Innviertel                         | |
| Wurm Gisela                   |      | 1957 |      |            | SPÖ        | 7 – Tirol                               | |
| Wurm Peter                    |      | 1965 |      |            | FPÖ        | 7B – Innsbruck-Land                     | |
| Yilmaz Nurten                 |      | 1957 |      |            | SPÖ        | 9F – Wien Nord-West                     | |
| Zakostelsky Andreas           |      | 1962 |      |            | ÖVP        | Bundeswahlvorschlag                     | |
| Zanger Wolfgang               |      | 1968 |      |            | FPÖ        | 6D – Obersteiermark                     | |
| Zinggl Wolfgang               |      | 1954 |      |            | GRÜNE      | 9 – Wien                                | seit 28. Juli 2017 ohne Klubzugehörigkeit (Wechsel zu Liste Peter Pilz) |